# Mecyclothorax aeneus
Mecyclothorax aeneus är en skalbaggsart som beskrevs av Sharp 1903. Mecyclothorax aeneus ingår i släktet Mecyclothorax och familjen jordlöpare. Inga underarter finns listade i Catalogue of Life.